# E-számok
Az ún. E-számok az Európai Unióban engedélyezett egyes élelmiszer-adalékanyagok kódjai. Feldolgozott ételek címkéjén gyakran szerepelnek Európában.
A számozás az International Numbering System (INS)-t követi, amit a Codex Alimentarius bizottság állapít meg. Az INS adalékanyagoknak csak egy részét engedélyezte az EU.

## Szabályozás az Európai Unióban
Az EU-ban két fő jogszabály vonatkozik az adalékanyagokra:
- Az élelmiszer-adalékanyagokról szóló 1333/2008/EK európai parlamenti és tanácsi rendelet[1][2]
- A takarmányozási célra felhasznált adalékanyagokról szóló 1831/2003/EK európai parlamenti és tanácsi rendelet[3][4]

## Számintervallumok szerinti csoportosítás
| 100–181 Színezékek                                                   | 100–109 – sárga                                                             |
| 100–181 Színezékek                                                   | 110–119 – narancsszínű                                                      |
| 100–181 Színezékek                                                   | 120–129 – piros                                                             |
| 100–181 Színezékek                                                   | 130–139 – kék és lila                                                       |
| 100–181 Színezékek                                                   | 140–149 – zöld                                                              |
| 100–181 Színezékek                                                   | 150–159 – barna és fekete                                                   |
| 100–181 Színezékek                                                   | 160–181 – egyéb                                                             |
| 200–297 Tartósítószerek                                              | 200–209 – szorbátok                                                         |
| 200–297 Tartósítószerek                                              | 210–219 – benzoátok                                                         |
| 200–297 Tartósítószerek                                              | 220–229 – szulfitok                                                         |
| 200–297 Tartósítószerek                                              | 230–239 – fenilek, fenolok és formiátok (metanoátok)                        |
| 200–297 Tartósítószerek                                              | 240–259 – nitrátok                                                          |
| 200–297 Tartósítószerek                                              | 260–269 – acetátok (etanoátok)                                              |
| 200–297 Tartósítószerek                                              | 270–279 – laktátok                                                          |
| 200–297 Tartósítószerek                                              | 280–289 – propionátok (propanoátok)                                         |
| 200–297 Tartósítószerek                                              | 290–297 – egyebek                                                           |
| 300–386 Antioxidánsok és savanyúságot szabályozó anyagok             | 300–309 – aszkorbinsav (C-vitamin); vitaminok                               |
| 300–386 Antioxidánsok és savanyúságot szabályozó anyagok             | 310–319 – gallátok és eritroaszkorbátok                                     |
| 300–386 Antioxidánsok és savanyúságot szabályozó anyagok             | 320–329 – laktátok                                                          |
| 300–386 Antioxidánsok és savanyúságot szabályozó anyagok             | 330–339 – citrátok és tartarátok                                            |
| 300–386 Antioxidánsok és savanyúságot szabályozó anyagok             | 340–349 – foszfátok                                                         |
| 300–386 Antioxidánsok és savanyúságot szabályozó anyagok             | 350–359 – malátok és adipátok                                               |
| 300–386 Antioxidánsok és savanyúságot szabályozó anyagok             | 360–369 – szukcinátok és fumarátok                                          |
| 300–386 Antioxidánsok és savanyúságot szabályozó anyagok             | 370–386 – egyebek                                                           |
| 400–495 Sűrítőanyagok, stabilizátorok és emulgeálószerek             | 400–409 – alginátok                                                         |
| 400–495 Sűrítőanyagok, stabilizátorok és emulgeálószerek             | 410–419 – természetes mézgák                                                |
| 400–495 Sűrítőanyagok, stabilizátorok és emulgeálószerek             | 420–429 – egyéb természetes szerek                                          |
| 400–495 Sűrítőanyagok, stabilizátorok és emulgeálószerek             | 430–439 – poli-oxietilén vegyületek                                         |
| 400–495 Sűrítőanyagok, stabilizátorok és emulgeálószerek             | 440–449 – természetes emulgálószerek                                        |
| 400–495 Sűrítőanyagok, stabilizátorok és emulgeálószerek             | 450–459 – foszfátok                                                         |
| 400–495 Sűrítőanyagok, stabilizátorok és emulgeálószerek             | 460–469 – cellulóz vegyületek                                               |
| 400–495 Sűrítőanyagok, stabilizátorok és emulgeálószerek             | 470–489 – zsírsavak és vegyületeik                                          |
| 400–495 Sűrítőanyagok, stabilizátorok és emulgeálószerek             | 490–495 – egyebek                                                           |
| 500–585 Savanyúságot szabályozó anyagok és csomósodást gátló anyagok | 500–509 – ásványi savak és lúgok                                            |
| 500–585 Savanyúságot szabályozó anyagok és csomósodást gátló anyagok | 510–519 – kloridok és szulfátok                                             |
| 500–585 Savanyúságot szabályozó anyagok és csomósodást gátló anyagok | 520–529 – szulfátok és hidroxidok                                           |
| 500–585 Savanyúságot szabályozó anyagok és csomósodást gátló anyagok | 530–549 – alkálifém-vegyületek                                              |
| 500–585 Savanyúságot szabályozó anyagok és csomósodást gátló anyagok | 550–559 – szilikátok                                                        |
| 500–585 Savanyúságot szabályozó anyagok és csomósodást gátló anyagok | 570–579 – sztearátok és glukonátok                                          |
| 500–585 Savanyúságot szabályozó anyagok és csomósodást gátló anyagok | 580–585 – egyebek                                                           |
| 600–671 Ízfokozók                                                    | 620–629 – glutamátok                                                        |
| 600–671 Ízfokozók                                                    | 630–639 – inozinátok                                                        |
| 600–671 Ízfokozók                                                    | 640–671 – egyebek                                                           |
| 700–772 Antibiotikumok                                               | 700–772 – egyéb antibiotikumok                                              |
| 900–999 Egyéb                                                        | 900–909 – viaszok                                                           |
| 900–999 Egyéb                                                        | 910–919 – szintetikus mázak                                                 |
| 900–999 Egyéb                                                        | 920–929 – vegyes adalékok                                                   |
| 900–999 Egyéb                                                        | 930–949 – gázok                                                             |
| 900–999 Egyéb                                                        | 950–969 – édesítők                                                          |
| 900–999 Egyéb                                                        | 990–999 – habosító anyagok                                                  |
| 1105–1510 Kiegészítő anyagok                                         | újfajta adalékanyagok, melyek nem sorolhatók egyik szabványos osztályba sem |

Megjegyzés: Nem mindegyik példa esik egy-egy számtartományba. Továbbá számos anyagnak, különösen az E400-499 tartományban, többféle felhasználása van.

## A teljes lista

### E100–E181
- E100 kurkumin (színanyag)
- E101 riboflavin (B2-vitamin), régi neve laktoflavin (G-vitamin) (színanyag) [LGM]
- E101a riboflavin-5'-foszfát (színanyag) [LGM]
- E102 tartrazin (színanyag) [LAR]
- E103 krizoin (színanyag)
- E104 kinolinsárga (színanyag) [LAR]
- E105 fast yellow ab (színanyag)
- E106 riboflavin-5-nátriumfoszfát (színanyag)
- E107 yellow 2g (színanyag) [LAR]
- E110 sunset yellow fcf, orange yellow s, fd&c yellow 6 (színanyag) [LAR]
- E111 orange ggn (színanyag)
- E120 kárminvörös, kárminsav, carmines, natural red 4 (színanyag) [LAR] [ÁE]
- E121 orcein, orchil (színanyag)
- E122 carmoizin, azorubine (színanyag) [LAR]
- E123 amaranth, fd&c red 2 (színanyag) [LAR]
- E124 ponszó 4R, cochineal red a, brilliant scarlet 4r (színanyag) [LAR]
- E125 scarlet gn (színanyag)
- E126 ponszó 6R (színanyag)
- E127 eritrozin, fd&c red 3 (színanyag) [LAR]
- E128 vörös 2g (színanyag) [LAR]
- E129 allura red ac, fd&c red 40 (színanyag) [LAR]
- E130 indantrénkék (színanyag)
- E131 patentkék V (színanyag) [LAR]
- E132 indigókármin, indigó, FD&C Blue 2 (színanyag) [LAR]
- E133 brillantkék fcf, fd&c blue 1 (színanyag) [LAR]
- E140 klorofillek és klorofillinek (színanyag)
- E141 Klorofill-rézkomplexek, Klorofillin-rézkomplexek (színanyag)
- E142 greens s (színanyag) [LAR]
- E143 Fast Green FCF, fd&c green 3 (színanyag)
- E150a karamell – natúr (színanyag) [LGM]
- E150b karamell – szulfitos (színanyag) [LGM]
- E150c karamell – ammóniás (színanyag) [LGM]
- E150d karamell – ammónium-szulfitos (színanyag) [LGM]
- E151 fekete PN, brillantfekete bn (színanyag) [LAR]
- E152 fekete 7984 (színanyag) [LAR]
- E153 szén, Növényi szén (színanyag) [LGM] [ÁE lehetséges]
- E154 brown fk, kipper brown (színanyag) [LAR]
- E155 csokoládébarna ht (színanyag) [LAR]
- E160a alfa-karotin, béta-karotin, gamma-karotin (színanyag)
- E160b annatto, bixin, norbixin (színanyag) [LAR]
- E160c kapszantin, kapszorubin, paprika kivonat (színanyag)
- E160d likopin (színanyag) [GM lehetséges]
- E160e béta-apo-8'-karotenal (C 30) (színanyag)
- E160f béta-apo-8'-karoténsav-etil észter (C 30) (színanyag)
- E161a flavoxantin (színanyag)
- E161b lutein (színanyag)
- E161c kriptoxantin (színanyag) [LGM]
- E161d rubixantin (színanyag)
- E161e violaxantin (színanyag)
- E161f rhodoxantin (színanyag)
- E161g kantaxantin (színanyag) [ÁE lehetséges]
- E162 céklavörös, betanin (színanyag)
- E163 antocián (színanyag)
- E170 kalcium-karbonát, mészkő (színanyag)
- E171 titán-dioxid (színanyag)
- E172 vasoxidok és hidroxidok (színanyag)
- E173 alumínium (színanyag)
- E174 ezüst (színanyag)
- E175 arany (színanyag)
- E180 rubin pigment, litol rubin bk (színanyag)
- E181 tannin (színanyag)

### E200–E297
- E200 szorbinsav (tartósítószer)
- E201 nátrium-szorbát (tartósítószer)
- E202 kálium-szorbát (tartósítószer)
- E203 kalcium-szorbát (tartósítószer)
- E210 benzoesav (tartósítószer) [LAR]
- E211 nátrium-benzoát (tartósítószer) [LAR]
- E212 kálium-benzoát (tartósítószer) [LAR]
- E213 kalcium-benzoát (tartósítószer) [LAR]
- E214 etil-parahidroxibenzoát (tartósítószer) [LAR]
- E215 nátrium-etil-parahidroxibenzoát (tartósítószer) [LAR]
- E216 propil-para-hidroxibenzoát (tartósítószer) [LAR]
- E217 nátrium-propil-para-hidroxibenzoát (tartósítószer) [LAR]
- E218 metil-parahidroxibenzoát (tartósítószer) [LAR]
- E219 nátrium-metil-parahidroxibenzoát (tartósítószer) [LAR]
- E220 kén-dioxid (tartósítószer) [LAR]
- E221 nátrium-szulfit (tartósítószer) [LAR]
- E222 nátrium-hidrogén-szulfit (tartósítószer) [LAR]
- E223 nátrium-metabiszulfit (tartósítószer) [LAR]
- E224 kálium-metabiszulfit (tartósítószer) [LAR]
- E225 kálium-szulfit (tartósítószer) [LAR]
- E226 kalcium-szulfit (tartósítószer) [LAR]
- E227 kalcium-hidrogén-szulfit (tartósítószer) [Szilárdító anyag] [LAR]
- E228 kálium-hidrogén-szulfit (tartósítószer) [LAR]
- E230 bifenil, difenil (tartósítószer)
- E231 ortofenil-fenol (tartósítószer)
- E232 nátrium-ortofenil-fenol (tartósítószer)
- E233 tiabendazol (tartósítószer)
- E234 nizin (tartósítószer)
- E235 natamycin, pimaracin (tartósítószer)
- E236 hangyasav (tartósítószer)
- E237 nátrium-formiát (tartósítószer)
- E238 kalcium-formiát (tartósítószer)
- E239 hexamin (tartósítószer)
- E240 formaldehid (tartósítószer)
- E242 dimetil-dikarbonát (tartósítószer)
- E249 kálium-nitrit (tartósítószer)
- E250 nátrium-nitrit (tartósítószer)
- E251 nátrium-nitrát (tartósítószer)
- E252 kálium-nitrát (salétrom) (tartósítószer) [ÁE lehetséges]
- E260 ecetsav (tartósítószer) (savanyúságot szabályozó anyag)
- E261 kálium-acetát (tartósítószer) (savanyúságot szabályozó anyag)
- E262 nátrium-acetát, nátrium-hidrogén-acetát (Nátrium-diacetát) (tartósítószer) (savanyúságot szabályozó anyag)
- E263 kalcium-acetát (tartósítószer) (savanyúságot szabályozó anyag)
- E264 ammónium-acetát (tartósítószer)
- E270 tejsav (tartósítószer) [Étkezési sav] (antioxidáns) [ÁE lehetséges]
- E280 propionsav (tartósítószer)
- E281 nátrium-propionát (tartósítószer)
- E282 kalcium-propionát (tartósítószer) [LAR]
- E283 kálium-propionát (tartósítószer)
- E284 bórsav (tartósítószer)
- E285 nátrium-tetraborát (bórax) (tartósítószer)
- E290 szén-dioxid (savanyúságot szabályozó anyag)
- E296 almasav [Étkezési sav] (savanyúságot szabályozó anyag)
- E297 fumársav (savanyúságot szabályozó anyag)

### E300–E386
- E300 aszkorbinsav (C-vitamin) (antioxidáns)
- E301 nátrium-aszkorbát (antioxidáns)
- E302 kalcium-aszkorbát (antioxidáns)
- E303 kálium-aszkorbát (antioxidáns)
- E304 Aszkorbinsav zsírsav észterei (i) aszkorbil-palmitát (ii) aszkorbil-sztearát (antioxidáns)
- E306 tokoferol-dús kivonat (természetes) (E-vitamin) (antioxidáns) [GM lehetséges]
- E307 alfa-tokoferol (szintetikus) (E-vitamin) (antioxidáns) [GM lehetséges]
- E308 gamma-tokoferol (szintetikus) (E-vitamin) (antioxidáns) [GM lehetséges]
- E309 delta-tokoferol (szintetikus) (E-vitamin) (antioxidáns) [GM lehetséges]
- E310 propil-gallát (antioxidáns) [LAR]
- E311 oktil-gallát (antioxidáns) [LAR]
- E312 dodecil-gallát (antioxidáns) [LAR]
- E315 eritroaszkorbinsav (izo-aszkorbinsav) (antioxidáns)
- E316 nátrium-eritroaszkorbát (nátrium-izo-aszkorbát) (antioxidáns)
- E319 butil-hidrokinon (antioxidáns)
- E320 butil-hidroxi-anizol (BHA) (antioxidáns)
- E321 butil-hidroxi-toluol (BHT) (antioxidáns) [LAR]
- E322 lecitin (emulgeálószer)[LGM] [ÁE lehetséges]
- E325 nátrium-laktát (antioxidáns) [ÁE lehetséges]
- E326 kálium-laktát (antioxidáns) (savanyúságot szabályozó anyag) [ÁE lehetséges]
- E327 kalcium-laktát (antioxidáns) [ÁE lehetséges]
- E329 magnézium-laktát (antioxidáns)
- E330 citromsav (antioxidáns)
- E331 nátrium-citrátok (i) mononátrium-citrát (ii) dinátrium-citrát (iii) trinátrium-citrát (antioxidáns)
- E332 kálium-citrátok (i) monokálium-citrát (ii) trikálium-citrát (antioxidáns)
- E333 kalcium-citrátok (i) monokalcium-citrát (ii) dikalcium-citrát (iii) trikalcium-citrát (savanyúságot szabályozó anyag) [Szilárdító anyag]
- E334 borkősav (L(+)-) [Étkezési sav] (antioxidáns)
- E335 nátrium-tartarátok (i) mononátrium-tartarát (ii) dinátrium-tartarát (antioxidáns)
- E336 kálium-tartarátok (i) monokálium-tartarát (tisztított borkő) (ii) dikálium-tartarát (antioxidáns)
- E337 kálium-nátrium-tartarát (antioxidáns)
- E338 foszforsav (antioxidáns)
- E339 nátrium-foszfátok (i) mononátrium-foszfát (ii) dinátrium-foszfát (iii) trinátrium-foszfát (antioxidáns)
- E340 kálium-foszfátok (i) kálium-foszfát (ii) dikálium-foszfát (iii) trikálium-foszfát (antioxidáns)
- E341 kalcium-foszfátok (i) monokalcium-foszfát (ii) dikalcium-foszfát (iii) trikalcium-foszfát (csomósodást gátló anyag) [Szilárdító anyag]
- E343 magnézium-foszfátok (i) monomagnézium-foszfát (ii) dimagnézium-foszfát (iii) trimagnézium-foszfát (csomósodást gátló anyag)
- E350 nátrium-malátok (i) nátrium-malát (ii) nátrium-hidrogén-malát (savanyúságot szabályozó anyag)
- E351 kálium-malát (savanyúságot szabályozó anyag)
- E352 kalcium-malátok (i) kalcium-malát (ii) kalcium-hidrogén-malát (savanyúságot szabályozó anyag)
- E353 metaborkősav (emulgeálószer)
- E354 kalcium-tartarát (emulgeálószer)
- E355 adipinsav (savanyúságot szabályozó anyag)
- E356 nátrium-adipát (savanyúságot szabályozó anyag)
- E357 kálium-adipát (savanyúságot szabályozó anyag)
- E363 borostyánkősav (savanyúságot szabályozó anyag)
- E365 nátrium-fumarát (savanyúságot szabályozó anyag)
- E366 kálium-fumarát (savanyúságot szabályozó anyag)
- E367 kalcium-fumarát (savanyúságot szabályozó anyag)
- E370 1,4-heptonolakton (savanyúságot szabályozó anyag)
- E375 nikotinsav, niacin, nikotinamid (B3-vitamin) [Szín tartósító anyag] [LAR]
- E380 ammónium-citrát (savanyúságot szabályozó anyag)
- E381 ammónium-ferrocitrát (savanyúságot szabályozó anyag)
- E385 kalcium-dinátrium-etilén-diamin-tetraacetát (kalcium-dinátrium EDTA) (antioxidáns)
- E386 dinátrium-etilén-diamin-tetraacetát (dinátrium EDTA) (antioxidáns)

### E400–E495
- E400 alginsav (sűrítőanyag) (stabilizálószer) (zselésítő anyag) (emulgeálószer)
- E401 nátrium-alginát (sűrítőanyag) (stabilizálószer) (zselésítő anyag) (emulgeálószer)
- E402 kálium-alginát (sűrítőanyag) (stabilizálószer) (zselésítő anyag) (emulgeálószer)
- E403 ammónium-alginát (sűrítőanyag) (stabilizálószer) (emulgeálószer)
- E404 kalcium-alginát (sűrítőanyag) (stabilizálószer) (zselésítő anyag) (emulgeálószer)
- E405 propán-1,2-diol-alginát (propilén-glikol-alginát) (sűrítőanyag) (stabilizálószer) (emulgeálószer)
- E406 agaragar (sűrítőanyag) (zselésítő anyag) (stabilizálószer)
- E407 karragén (gyöngyzuzmó) (sűrítőanyag) (stabilizálószer) (zselésítő anyag) (emulgeálószer) [LAR]
- E407a feldolgozott euchemamoszat (sűrítőanyag) (stabilizálószer) (zselésítő anyag) (emulgeálószer)
- E410 szentjánoskenyér-liszt (Carob gum) (sűrítőanyag) (stabilizálószer) (zselésítő anyag) (emulgeálószer)
- E412 guargumi, guargyanta (sűrítőanyag) (stabilizálószer)
- E413 tragantmézga (sűrítőanyag) (stabilizálószer) (emulgeálószer) [LAR]
- E414 gumiarábikum (sűrítőanyag) (stabilizálószer) (emulgeálószer) [LAR]
- E415 xantángumi, xantángyanta (sűrítőanyag) (stabilizálószer) [GM lehetséges]
- E416 karaya-gumi (Karagumi)(sűrítőanyag) (stabilizálószer) (emulgeálószer) [LAR]
- E417 taramagliszt (sűrítőanyag) (stabilizálószer)
- E418 gellángumi (sűrítőanyag) (stabilizálószer) (emulgeálószer)
- E420 szorbit (i) Szorbit (ii) Szorbit szirup (emulgeálószer) (édesítőszer) [Humectant]
- E421 mannit (csomósodást gátló anyag) (édesítőszer)
- E422 glicerin (emulgeálószer) (édesítőszer) [ÁE lehetséges]
- E425 Konjak (i) konjak-gumi (ii) konjak-glükomannán (emulgeálószer)
- E430 polioxietilén(8)-sztearát (emulgeálószer) (stabilizálószer) [LAR] [ÁE lehetséges]
- E431 polioxietilén(40)-sztearát (emulgeálószer) [ÁE lehetséges]
- E432 polioxietilén(20)-szorbitán-laurát (poliszorbát 20) (emulgeálószer) [ÁE lehetséges]
- E433 polioxietilén(20)-szorbitán-oleát (poliszorbát 80) (emulgeálószer) [ÁE lehetséges]
- E434 polioxietilén(20)-szorbitán-palmitát (poliszorbát 40) (emulgeálószer) [ÁE lehetséges]
- E435 polioxietilén(20)-szorbitán-sztearát (poliszorbát 60) (emulgeálószer) [ÁE lehetséges]
- E436 polioxietilén(20)-szorbitán-trisztearát (poliszorbát 65) (emulgeálószer) [ÁE lehetséges]
- E440 pektinek (i) pektin (ii) amidált pektin (emulgeálószer)
- E441 zselatin (emulgeálószer) (zselésítő anyag) [ÁE]
- E442 ammónium-foszfatidok (emulgeálószer) [ÁE lehetséges]
- E444 szacharóz-acetát-izobutirát (emulgeálószer)
- E445 fagyanták glicerin-észterei (emulgeálószer)
- E450 difoszfátok (i) dinátrium-difoszfát (ii) trinátrium-difoszfát (iii) tetranátrium-difoszfát (iv) dikálium-difoszfát (v) tetrakálium-difoszfát (vi) kalcium-dihidrogén-difoszfát (emulgeálószer)
- E451 trifoszfátok (i) pentanátrium-trifoszfát (ii) pentakálium-trifoszfát (emulgeálószer)
- E452 polifoszfátok (i) nátrium-polifoszfátok (ii) kálium-polifoszfátok (iii) nátrium-kalcium-polifoszfátok (iv) kalcium-polifoszfát (v) ammónium-polifoszfát (emulgeálószer)
- E459 béta-ciklodextrin (emulgeálószer)
- E460 cellulóz (i) mikrokristályos cellulóz (ii) porított cellulóz (emulgeálószer)
- E461 metilcellulóz (emulgeálószer)
- E462 etilcellulóz (emulgeálószer)
- E463 hidroxipropil-cellulóz (emulgeálószer)
- E464 hidroxipropil-metilcellulóz (emulgeálószer)
- E465 etil-metil-cellulóz (emulgeálószer)
- E466 karboximetil-cellulóz, nátrium-karboximetil-cellulóz (emulgeálószer)
- E468 keresztkötött nátriumkarboximetil-cellulóz(emulgeálószer)
- E469 enzim által hidrolizált karboximetilcellulóz(emulgeálószer)
- E470a zsírsavak nátrium, kálium és kalcium sói (emulgeálószer) (csomósodást gátló anyag) [ÁE lehetséges]
- E470b zsírsavak magnézium sói (emulgeálószer) (csomósodást gátló anyag) [ÁE lehetséges]
- E471 zsírsavak mono- és digliceridjei (gliceryl-monosztearát, gliceryl-disztearát) (emulgeálószer) [LGM] [ÁE lehetséges]
- E472a zsírsavak mono- és digliceridjeinek ecetsav-észterei (emulgeálószer) [GM lehetséges] [ÁE lehetséges]
- E472b zsírsavak mono- és digliceridjeinek tejsav-észterei (emulgeálószer) [ÁE lehetséges]
- E472c zsírsavak mono- és digliceridjeinek citromsav-észterei (emulgeálószer) [ÁE lehetséges]
- E472d zsírsavak mono- és digliceridjeinek borkősav-észterei (emulgeálószer) [ÁE lehetséges]
- E472e zsírsavak mono- és digliceridjeinek mono- és diacetil-borkősav észterei(emulgeálószer) [ÁE lehetséges]
- E472f zsírsavak mono- és digliceridjeinek kevert ecet- és borkősav-észterei(emulgeálószer) [ÁE lehetséges]
- E473 zsírsavak szacharóz-észterei (emulgeálószer) [GM lehetséges] [ÁE lehetséges]
- E474 szacharogliceridek (emulgeálószer) [ÁE lehetséges]
- E475 zsírsavak poliglicerin-észterei (emulgeálószer) [GM lehetséges] [ÁE lehetséges]
- E476 poliglicerin-poliricinoleát (emulgeálószer) [GM lehetséges] [ÁE lehetséges]
- E477 Zsírsavak propilén-glikol- (propán-1,2-diol) észterei (emulgeálószer) [GM lehetséges] [ÁE lehetséges]
- E478 tej- és zsírsavak glicerin és propilén-glikol-észterei (emulgeálószer) [ÁE lehetséges]
- E479b hőoxidált szójababolaj zsírsavak mono- és digliceridjeivel reagáltatva (emulgeálószer) [LGM] [ÁE lehetséges]
- E481 nátrium-sztearoil-2-laktilát (emulgeálószer) [ÁE lehetséges]
- E482 kalcium-sztearoil-2-laktilát (emulgeálószer) [ÁE lehetséges]
- E483 sztearil-tartarát (emulgeálószer) [ÁE lehetséges]
- E491 szorbitán-sztearát (emulgeálószer) [GM lehetséges] [ÁE lehetséges]
- E492 szorbitán-trisztearát (emulgeálószer) [ÁE lehetséges]
- E493 szorbitán-laurát (emulgeálószer) [ÁE lehetséges]
- E494 szorbitán-oleát (emulgeálószer) [ÁE lehetséges]
- E495 szorbitán-palmitát (emulgeálószer) [ÁE lehetséges]

### E500–E585
- E500 nátrium-karbonátok (i) nátrium-karbonát (ii) nátrium-hidrogén-karbonát (iii) nátrium-szeszkvikarbonát (i és ii keveréke) (savanyúságot szabályozó anyag) [Raising Agent]
- E501 kálium-karbonátok (i) kálium-karbonát (ii) kálium-hidrogén-karbonát (savanyúságot szabályozó anyag)
- E503 ammónium-karbonátok (i) ammónium-karbonát (ii) ammónium-bikarbonát (ammónium-hidrogén-karbonát) (savanyúságot szabályozó anyag)
- E504 magnézium-karbonátok (i) magnézium-karbonát (ii) magnézium-bikarbonát (magnézium-hidrogén-karbonát) (savanyúságot szabályozó anyag) (csomósodást gátló anyag)
- E507 sósav (hidrogén-klorid) [Étkezési sav]
- E508 kálium-klorid (zselésítő anyag) [Seasoning]
- E509 kalcium-klorid [Sequestrant] [Szilárdító anyag]
- E510 ammónium-klorid, ammónia oldat (savanyúságot szabályozó anyag) [Improving agent]
- E511 magnézium-klorid [Szilárdító anyag]
- E512 ónklorid (antioxidáns)
- E513 kénsav [Étkezési sav]
- E514 nátrium-szulfátok (i) nátrium-szulfát (ii) nátrium-biszulfát (nátrium-hidrogén-szulfát) (savanyúságot szabályozó anyag)
- E515 kálium-szulfátok (i) kálium-szulfát (ii) kálium-biszulfát (kálium-hidrogén-szulfát) [Seasoning]
- E516 kalcium-szulfát [Sequestrant] [Improving agent] [Szilárdító anyag]
- E517 ammónium-szulfát [Improving agent]
- E518 magnézium-szulfát (epsom sók) (savanyúságot szabályozó anyag) [Szilárdító anyag]
- E519 réz(II)-szulfát (tartósítószer)
- E520 alumínium-szulfát [Szilárdító anyag]
- E521 alumínium-nátrium-szulfát [Szilárdító anyag]
- E522 alumínium-kálium-szulfát (savanyúságot szabályozó anyag)
- E523 alumínium-ammónium-szulfát (savanyúságot szabályozó anyag)
- E524 nátrium-hidroxid (savanyúságot szabályozó anyag)
- E525 kálium-hidroxid (savanyúságot szabályozó anyag)
- E526 kalcium-hidroxid (savanyúságot szabályozó anyag) [Szilárdító anyag]
- E527 ammónium-hidroxid (savanyúságot szabályozó anyag)
- E528 magnézium-hidroxid (savanyúságot szabályozó anyag)
- E529 kalcium-oxid (savanyúságot szabályozó anyag) [Improving agent]
- E530 magnézium-oxid (savanyúságot szabályozó anyag) (csomósodást gátló anyag)
- E535 nátrium-ferrocianid (savanyúságot szabályozó anyag) (csomósodást gátló anyag)
- E536 kálium-ferrocianid (csomósodást gátló anyag)
- E538 kalcium-ferrocianid (csomósodást gátló anyag)
- E540 dikalcium-difoszfát (savanyúságot szabályozó anyag) (emulgeálószer)
- E541 nátrium-alumínium-foszfát, savas (emulgeálószer)
- E542 csontfoszfát (csomósodást gátló anyag) [ÁE]
- E543 kalcium-nátrium-polifoszfát
- E544 kalcium-polifoszfát (emulgeálószer)
- E545 ammónium-polifoszfát (emulgeálószer)
- E550 nátrium-szilikát (csomósodást gátló anyag)
- E551 szilícium-dioxid (Silica) (emulgeálószer) (csomósodást gátló anyag)
- E552 kalcium-szilikát (csomósodást gátló anyag)
- E553a (i) magnézium-szilikát (ii) magnézium-triszilikát (csomósodást gátló anyag)
- E553b talkum (csomósodást gátló anyag) [LAR]
- E554 nátrium-alumínium-szilikát (csomósodást gátló anyag)
- E555 kálium-alumínium-szilikát (csomósodást gátló anyag)
- E556 kalcium-alumínium-szilikát (csomósodást gátló anyag)
- E558 bentonit (csomósodást gátló anyag)
- E559 alumínium-szilikát (Kaolin) (csomósodást gátló anyag)
- E560 kálium-szilikát (csomósodást gátló anyag)
- E570 sztearinsav (Fatty acid) (csomósodást gátló anyag) [GM lehetséges] [ÁE lehetséges]
- E572 magnézium-sztearát, kalcium-sztearát (emulgeálószer) (csomósodást gátló anyag) [GM lehetséges] [ÁE lehetséges]
- E574 glukoninsav (savanyúságot szabályozó anyag)
- E575 glukono-delta-lakton (savanyúságot szabályozó anyag) [Sequestrant]
- E576 nátrium-glukonát [Sequestrant]
- E577 kálium-glukonát [Sequestrant]
- E578 kalcium-glukonát [Szilárdító anyag]
- E579 vas-glukonát (színanyag)
- E585 vas-laktát (színanyag) [ÁE lehetséges]

### E620–E671
- E620 glutaminsav (ízfokozó) [possible reaction] [GM lehetséges]
- E621 nátrium-glutamát (MSG) (ízfokozó) [possible reaction] [LGM]
- E622 kálium-glutamát (ízfokozó) [possible reaction] [GM lehetséges]
- E623 kalcium-diglutamát (ízfokozó) [possible reaction] [GM lehetséges]
- E624 ammónium-glutamát (ízfokozó) [possible reaction] [GM lehetséges]
- E625 magnézium-diglutamát (ízfokozó) [possible reaction] [GM lehetséges]
- E626 guanilsav (ízfokozó)
- E627 dinátrium-guanilát, nátrium-guanilát (ízfokozó) [ÁE lehetséges]
- E628 dikálium-guanilát (ízfokozó)
- E629 kalcium-guanilát (ízfokozó)
- E630 inozinsav (ízfokozó)
- E631 dinátrium-inozinát (ízfokozó) [ÁE lehetséges]
- E632 dikálium-inozinát (ízfokozó)
- E633 kalcium-inozinát (ízfokozó)
- E634 kalcium-5'-ribonukleotidok (ízfokozó)
- E635 dinátrium-5'-ribonukleotidok (ízfokozó) [ÁE lehetséges]
- E636 maltol (ízfokozó)
- E637 etil-maltol (ízfokozó)
- E640 glicin és nátrium-sója (ízfokozó) [ÁE lehetséges]
- E671 D3 vitamin

### E701–E703
- E701 Tetraciklin (Tetrán)
- E703 Oxitetraciklin (Tetramycin)

### E900–E968
- E900 dimetil-polisziloxán (csomósodást gátló anyag)
- E901 méhviasz, sárga és fehér (fényezőanyag) [ÁE]
- E902 kandelillaviasz (fényezőanyag) [LAR]
- E903 karnaubaviasz (fényezőanyag) [LAR]
- E904 sellak (fényezőanyag) [ÁE]
- E905 paraffin (fényezőanyag)
- E905a ásványi olaj (csomósodást gátló anyag)
- E905b petrolátum (vazelin)
- E905c mikrokristályos viasz (fényezőanyag)
- E906 benzoe viasz
- E907 kristályos viasz (fényezőanyag)
- E908 arrosviasz
- E910 L-cisztein [ÁE]
- E916 kalcium-jodát
- E917 kálium-jodát
- E920 L-cisztein [térfogatnövelő] [ÁE]
- E921 L-cisztein nátrium- és káliumsói, hidrokloridjai [térfogatnövelő] [ÁE]
- E922 kálium-perszulfát
- E923 ammónium-perszulfát
- E924 kálium-bromát [Improving agent]
- E925 klór (tartósítószer)
- E927b karbamid [térfogatnövelő]
- E938 argon (csomagológáz)
- E939 hélium (csomagológáz)
- E940 diklór-difluor-metán (Freon-12) (csomagológáz) (ritkán használt)
- E941 nitrogén (csomagológáz)
- E942 dinitrogén-oxid (csomagológáz)
- E943a bután (hajtóanyag)
- E943b izobután (hajtóanyag)
- E944 propán (hajtóanyag)
- E948 oxigén (csomagológáz)
- E949 hidrogén
- E950 Aceszulfám-K(en) (édesítőszer)
- E951 aszpartám (édesítőszer)
- E952 ciklaminsav és ciklamátok
- E954 szacharin valamint nátrium-, kálium- és kalciumsói (édesítőszer)
- E966 laktit (édesítőszer) [ÁE]
- E967 xilit (édesítőszer)
- E968 eritrit (édesítőszer)

### E1105–E1510
- E1105 lizozim (tartósítószer)
- E1400 dextrin (stabilizálószer) [Thickening agent]
- E1412 dikeményítő foszfát (stabilizálószer)
- E1510 etanol

### E1511 -
- E1520 propilén-glikol

### Rövidítések
- LAR – Lehetséges allergiás reakció[5]
- GM – Genetikailag módosított[6]
- ÁE – Állati eredet

Az irodalomban használatban lévő rövidítések:
- PAE – Possible Adverse Effect (feltételezhető káros hatás)[7]
- GRAS – Generally Recognized As Safe (általában biztonságosnak tekinthető)[8] Az amerikai élelmiszerfelügyelet részletesen felsorolja ez ebbe a kategóriába tartozó adalékokat[9]